# Аржентинска аншоита
Аржентинските аншоити (Engraulis anchoita) са вид актиноптери от семейство Хамсиеви (Engraulidae).Срещат се в Бразилия. 
Те са незастрашен вид.
Таксонът е описан за пръв път от Карл Ливит Хъбс през 1935 година.